# Zajdyci
Zajdyci – najmniejsza i najbardziej zbliżona do sunnizmu (i mutazylitów) grupa szyitów. Powstali w VIII wieku jako zwolennicy imamatu Zajda ibn Alego ibn Husajna, brata Muhammada al Bakira – uznawanego za imama przez imamitów i ismailitów. Prawo do imamatu miał uzyskać poprzez wywołanie rewolty przeciw kalifom (jego brat był wówczas bierny). Uznają pierwszych 4 imamów (wliczając Alego), którzy jednak nie są postaciami nadprzyrodzonymi, a głównie przywódcami i zarządcami. Jako jedyni szyici tolerowali częściowo władzę pierwszych kalifów. Uznają, że imamat nie musi przechodzić z ojca na syna, a warunkiem wystarczającym jest pochodzenie od Alego. Nie uznają imamickiej koncepcji ukrytego imama, dzieląc poglądy z ismailitami poprzez wiarę w żyjących imamów. Zajdyci występowali w Jemenie i Persji. W latach 864/865 – 928 rządzili w Tabarystanie. Duchowni zajdyccy sprawowali władzę w Jemenie Północnym w latach 897 (893, imamat powstał dopiero w 964) – 1962 (z licznymi przerwami), używając często tytułu kalifa. Ostatni raz stracili władzę we wrześniu 1962, kiedy to po śmierci imama Ahmada ibn Jahja (18 września) jego syn i następca Muhammad został obalony przez lewicowych wojskowych (26 września). Zajdyci jako jedyni szyici stworzyli koncepcję wakatu na pozycji imama- imamowie mogą zanikać i powracać. Takie dwie przerwy między imamatami miały miejsce w latach 928 – 964 i od 1962; obecnie zajdyci oczekują trzeciego imamatu. Wierzą również, że imamem może być w tym samym czasie więcej niż jedna osoba.
Zajdyci liczą ok. 12 mln wyznawców (szacunek na 2006, według innych danych zaledwie 8-9 mln), niemal wyłącznie w Jemenie, gdzie stanowią 48% populacji kraju (nowsze dane sugerują zaledwie 25%) oraz Arabii Saudyjskiej. Zanikają w wyniku presji wahhabitów i salafitów, którzy prowadzą w Jemenie intensywną akcję zwalczania "herezji zajdyckiej" oraz rządowego programu antyzajdyckiego prowadzonego w Arabii Saudyjskiej od 2000 roku (zamknięto wtedy wszystkie meczety zajdyckie w tym kraju i przekazano je imamom sunnickim). Większość nauczycieli zajdyckich w Jemenie przeniosła się w latach 90. XX wieku na wieś, gdzie mieszka obecnie większość zajdytów. Zajdycka partia Hizb-al-Haqq poniosła druzgocącą klęskę w wyborach do jemeńskiego parlamentu w 1993 (zdobywając 2 mandaty), a od wyborów w 1997 nie jest już reprezentowana w parlamencie.

## Poglądy i sekty
W kwestiach teologicznych zajdyci należą do szkoły mutazylickiej, natomiast w kwestiach prawa islamskiego zbliżeni są do szkoły hanafickiej z elementami szkoły szafi'ickiej oraz szyickiej szkoły dżafaryckiej. Odrzucają wszelkie formy religijności zbliżone do sufich. W przeszłości istniały 3 sekty ortodoksyjnego zajdyzmu (obecnie istnieje jedna) i jedna (do dziś istniejąca) nieortodoksyjna.

### Dżarudija
Dżarudija (Abu'l Dżarud Zijad ibn Abi Zijad) – była najstarszą oraz najbardziej ortodoksyjną sektą zajdycką. Odrzucała towarzyszy proroka jako jego ewentualnych następców i kalifów. Twierdzili, że Mahomet zostawił jasne wskazówki, że to Ali powinien zostać jego następcą i imamem. Dość aktywni przez pierwsze dwa wieki islamu, ale zanikli, wchłonięci przez bardzo zbliżony imamizm.

### Sulajmanija
Sulajmanija (Sulajman ibn Jarir) – druga w kolejności powstania sekta, której wyznawcy uważali, że kwestia imamatu powinna być rozwiązana na zasadach dyskusji tzn. – dyskusja jest dopuszczalna, ale imamem i następcą proroka powinien zostać Ali i jego potomkowie. Abu Bakr, Umar i Uthman byli według nich w poważnym błędzie, ale nie zgrzeszyli. Talha, Zubajr i Aisza przez swój "grzech" wyłączyli się ze wspólnoty wiernych i zostali uznani za niewiernych.

### Tabirija
Tabirija zwana też Butriyya lub Salihiyya (Kathir an-Nawa Al-Abtar and Hasan ibn Salih) to najmłodsza ortodoksyjna szkoła (współcześni zajdyci wywodzą swe poglądy głównie z tej szkoły). Od poprzedniej różni się tylko znacznie łagodniejszym traktowaniem Usmana.

### Wasyci
Wasyci – nieortodoksyjna szkoła zajdyzmu powstała w wyniku imamickich i sunickich wpływów na zajdytów pozostałych na terenie obecnego Iraku (po zabójstwie Zajda większość zajdytów wyemigrowała do Arabii). Wastyci nie uznają Zajda za prawdziwego imama, a jedynie za świętego, a ich doktryna nieznacznie tylko odbiega od sunnizmu. Uznają imamów imamickich, nadają im jednak mniejsze znaczenie. Ich największa grupa nosi nazwę Saadat-e-Bara (głównie Indie i Pakistan).

## Imamowie zajdyccy
1. Ali ibn Abi Talib
2. Hasan ibn Ali
3. Husajn ibn Ali
4. Ali ibn Husajn
5. Zajd ibn Ali